# Augustin de Raymond
Augustin Frédéric Ghislain de Raymond (Namen, 18 april 1840 - Brussel, 14 februari 1900) was een Belgisch edelman.

## Levensloop
- Augustin Raymond (door uitspraak van de rechtbank van eerste aanleg in Brussel op 6 april 1900 bevestigd als de Raymond), was provinciaal griffier in Namen. In 1888 werd hij opgenomen in de Belgische erfelijke adel. Hij was een zoon van Augustin Raymond en Anne Bivort. Hij trouwde in 1871 in Sint-Joost-ten-Node met Léontine de Cartier, dochter van baron Eugène de Cartier, burgemeester van Watermaal-Bosvoorde. Ze kregen twee dochters en twee zoons.
  - Georges de Raymond (1873-1950), buitengewoon gezant en gevolmachtigd minister, trouwde in Parijs in 1906 met Alliette Duguesclin de Saint-Gilles (1882-1947). Ze kregen drie kinderen.
    - Guy de Raymond (1907-1974) trouwde met Jeanne de Meeùs (1908-1995). Met afstammelingen tot heden.

  - Maurice de Raymond (1883-1934), cavalerieofficier, trouwde met Irène de Hemptinne (1894-1972). Met afstammelingen tot heden.